# Якорцы
Я́корцы, иногда Якорец (лат. Tribulus) — род однолетних травянистых цветковых растений семейства Парнолистниковые. Растения этого рода широко распространены в регионах с тёплым климатом по всему земному шару: в Средиземноморье, Средней Азии, на севере Австралии, на юге Африки, а также в тропиках Южной и Северной Америки.

## Виды
| - Tribulus adscendens - Tribulus alatus - Tribulus bimucronatus - Tribulus brachystylis - Tribulus brasiliensis - Tribulus californicus - Tribulus caribaea - Tribulus cistoides - Tribulus cristatus - Tribulus decolor - Tribulus dimidiatus - Tribulus excrucians - Tribulus fisheri - Tribulus glabrata - Tribulus grandiflorus - Tribulus hirsutus - Tribulus humifusus - Tribulus hystrix - Tribulus longipes - Tribulus longipetalus - Tribulus macranthus - Tribulus macrocarpus | - Tribulus macropterus - Tribulus maximus - Tribulus minutus - Tribulus micrococcus - Tribulus moluccanus - Tribulus parvispinus - Tribulus pechuelii - Tribulus pentandrus - Tribulus pentandrus - Tribulus platypterus - Tribulus pterophorus - Tribulus pubescens - Tribulus rajasthanensis - Tribulus ranunculiflorus - Tribulus saharae - Tribulus sericeus - Tribulus taiwanense - Tribulus terrestris L. — Якорцы стелющиеся - Tribulus trijugatus - Tribulus trijugus - Tribulus tuberculatus - Tribulus zeyheri |